# Flores Island
Flores Island är en ö i Kanada.   Den ligger i provinsen British Columbia, i den sydvästra delen av landet, 3 800 km väster om huvudstaden Ottawa. Arean är 155 kvadratkilometer.
Terrängen på Flores Island är kuperad. Öns högsta punkt är 870 meter över havet. Den sträcker sig 16,9 kilometer i nord-sydlig riktning, och 14,2 kilometer i öst-västlig riktning.